# Стево Петрановић
Стево Петрановић (Дрниш, 1835. — Шабац 1913) био је српски педагог, културни и национални радник, новинар, књижевни преводилац и позоришни редитељ. Између осталог, обнављао је школство, приредио прву позоришну представу у Босни и Херцеговини и учествовао у православно-муслиманској народној влади која се одупирала аустро-угарској окупацији БиХ 1878. године.
По њему је било названо аматерско позориште у Тешњу (сада: Босанско позориште Тешањ), а поменут је у причи „Мара милосница“ Ива Андрића.

## Педагошки и национални рад
Ђакон Стево Петрановић био је управник Цетињске семинарије 1856-1860. године. Преласком у Босну и Херцеговину нарочито је постао заслужан за унапређење српског школства током турске управе, у покрету којем су припадали и Васо Пелагић, Теофило Петрановић, Ђорђе Маргетић, Филип Шпадојер и Петар Црнчевић. „Ови су учитељи, као припадници Уједињене омладине српске, радили и на револуционисању тадашње омладине у припремању устанка у Босни.“

## Прва позоришна представа у Босни и Херцеговини
Петрановић је 1863. године дошао је у Тешањ за наставника у локалној школи. Ту је организовао прву позоришну представу у Босни и Херцеговини 23. маја 1865. године, која је приказана у подруму православне богомоље. У питању су били комади: Шилерови „Разбојници“ и Хебелова „Јудита“.

## Отпор аустроугарској окупацији БиХ 1878. године
Када је Берлински конгрес 1878. поништио аутономију Босни и Херцеговини (добијену Сан-Стефанским миром) и поверио Аустро-Угарској мандат над тим земљама, у Сарајеву се муслимански живаљ побунио и 28. јула под вођством хаџи Лоје саставио "народну владу". У њој је, између осталих угледних православних Срба, био и учитељ Стево Петрановић. Нова влада је донела одлуку о оружаном отпору православних и муслимана против окупације. Модерна аустро-угарска војска је у јулу-октобру 1878. — после јачих окршаја код Добоја, Маглаја, Кључа, Бање Луке и Сарајева — потукла ове устанике и окупирала Босну и Херцеговину.

## Боравак у Пироту
Учествовао је у припреми отпора уласку аустро–угарске војске у Сарајево, а потом побегао у Србију. У Србији се скривао у Пироту, као чиновник у окружном начелству под алијасом Михаило Михаиловић. Током рада Међународне комисије за обележавање граница Србије био је задужен за организовање жалби становништва Трнског и Брезничког среза због припајања Бугарској.
Михаило Михаиловић био је државни чиновник у Пиротском округу после Берлинског конгреса. За писара у пиротском окружном начелству је постављен последњих месеци 1878, да би у фебруару 1879. био унапређен за секретара прве класе. Као чиновник у начелству остаје до фебруара 1881. Неколико година касније, 1886, Михаило Михаиловић је био постављен за начелника Нишавског среза у Пиротском округу. На положају начелника остаје до 1888. Потом одлази у Конзулат Краљевине Србије у Скопљу. Од 1894. поново је у Пироту и до 1901. врши дужност окружног благајника.
Петрановић је добио задатак да организује становништво поменутих Трнског и Брезничког среза, да изађе пред представнике Великих сила у међународној комисији и изрази своје незадовољство што су њихова села остала у Бугарској. У априлу и мају 1879. провео је неколико недеља на терену, припремајући сељаке за долазак међународне комисије. Када је током маја комисија обележавала нове границе Кнежевине Србије према Кнежевини Бугарској, на потезу од Клисуре до Букове главе, изашло је пред њене чланове 10 000 сељака „да јој изјави своју српску свијест“ и са захтевом да обустави обележавање и обавести владе Великих сила о њиховом
захтеву. Пошто ово није било могуће, комесари су, према Петрановићевим речима, усвојили његов предлог да Силама потписницама Берлинског уговора буду телеграфски упућене молбе да издају налог својим представницима да прекину са радом.
Петрановићево учешће у српско–бугарском разграничењу обележило је и његово разочарање у балканску политику Русије. Писао је и сам о политици српско-бугарског разграничења и сукоба. „Сумњам, да је који
Србин могао бити већи, тако рећи русофил, од мене све до овог часа“, писао је Петрановић, „Одсад кад би тај био, био би достојан као Србин сваког сажаљења.“ Руски представник у комисији барон Каулбарс на овом делу границе имао је инструкције да брани тековине рата 1877–1878. и границе Кнежевине Бугарске, што је подразумевало негативан став према свим иницијативама српске владе ка померању границе.694 Самим тим, за Петрановића је био „фанатични бугарофил и србофоб“, који „није шћео, или није могао, скрити мрзило против нас свију, који смо се у то вријеме ту десили“, те „позивао поједине људе и плашио их срчбом Царевом, да они престану се Србима звати, јер су Бугари и јер цар никада неће допустити Србима овај крај бугарске земље и бугарског народа“. Истовремено је, неколико дана касније, присуствовао протеривању српске управе из Трна. Софијског губернатора, руског пуковника Лукашенка, частио је у извештају епитетом „језуита“. У Петрановићевим писмима видљиво је да је током боравка у трнском и брезничком крају у потпуности усвојио, став српске владе о идентитету становништва и неоправданости припајања ових крајева Кнежевини Бугарској. „Највећи крвници кроз сва вр'јемена овако се дјеле како је Берлински уговор Србију од Бугарске подјелио“, забележио је. Поступак руске управе после проласка међународне комисије у више наврата је оценио као окупацију.
Са проласком комисије била је завршена и Петрановићева мисија на српско–бугарском пограничју. Међутим, остао је са супругом у Пироту. У окружном начелству, као секретар, остао је до пролећа 1881. Његово отпуштање из службе је било повезано са скандалом који датира са краја 1880, када га је пиротски занатлија ћорђе Кузмановић оптужио да му је напаствовао супругу.